# ボーボリ庭園
ボーボリ庭園（イタリア語: Giardino di Boboli）は、1766年に一般公開されたフィレンツェ市の歴史公園。もともとメディチ家のために作庭され、最初かつ最も重要なイタリア式庭園として、後に多くのヨーロッパ各地に展開する庭園に関して、インスピレーションを与えた。広大な緑地には、様々な様式や古代・ルネサンス期の彫像が庭園全体に分布しており、実質的に野外美術館と化している。 

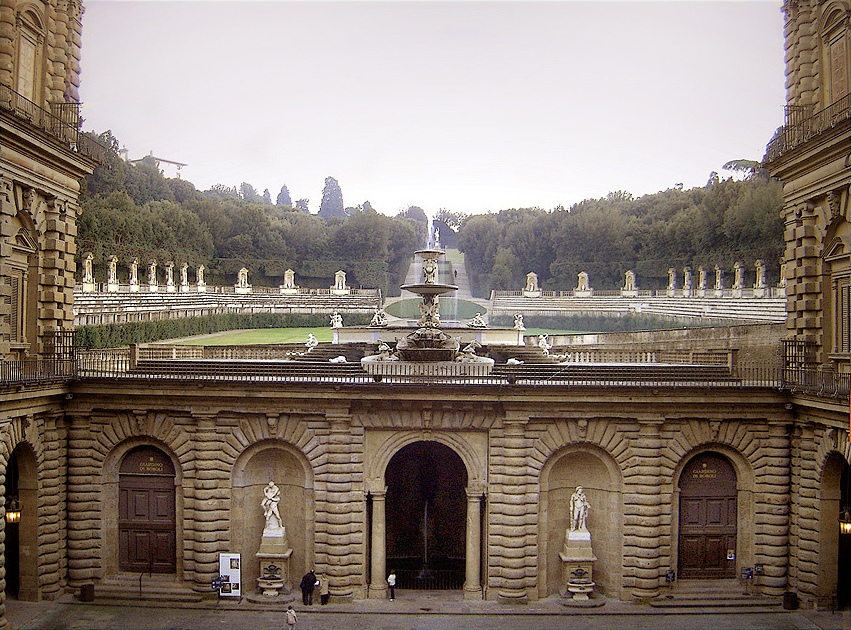
ピッティ宮殿から見たボーボリ庭園の円形劇場

## 概要

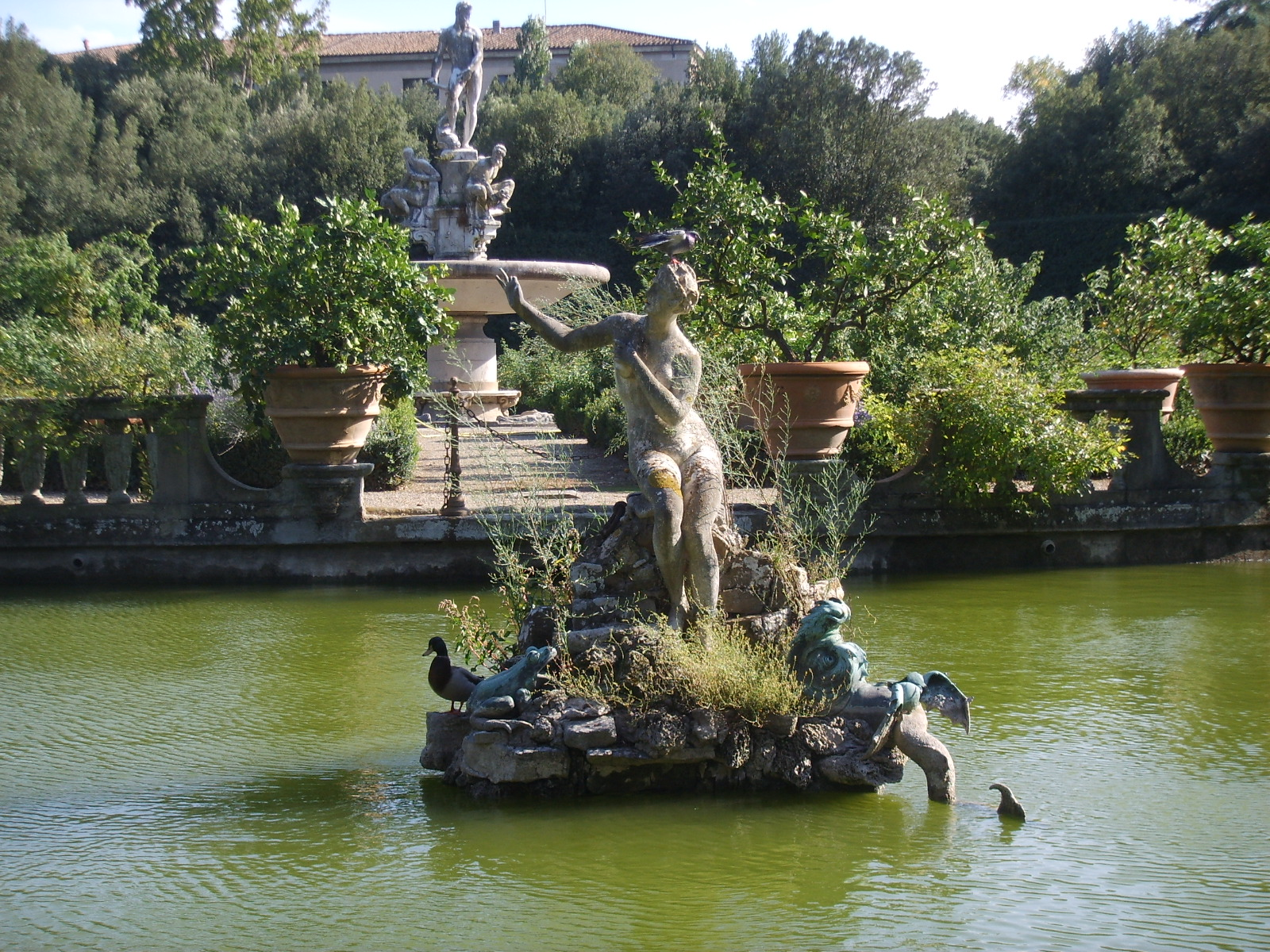
プールを中心とするイソロットの上にそびえているアンドロメダー像。豊かで自然な植物の成長は、19世紀によるもの

1982年に世界遺産に登録された「フィレンツェ歴史地区」の構成資産である。トスカーナ地方のメディチ家の邸宅群と庭園群は、12のヴィラと2つの庭園から構成されている。
広大な敷地を有するボーボリ庭園には大きな噴水や洞窟があり、1536年から1608年の間に芸術家・建築家・彫刻家のベルナルド・ブオンタレンティによって建てられた。

## ギャラリー

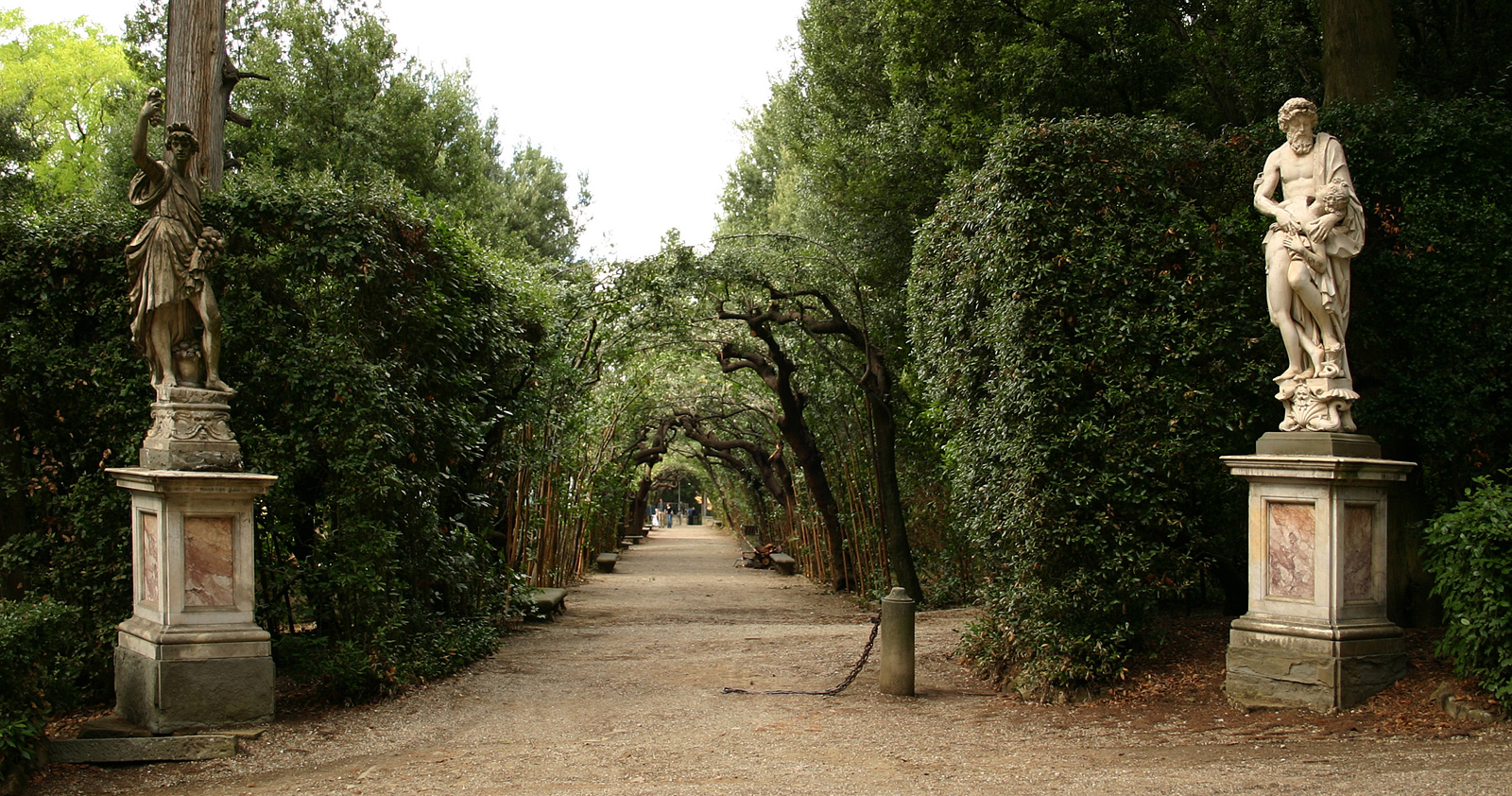
ボーボリ庭園の彫刻と並木道（英語版）
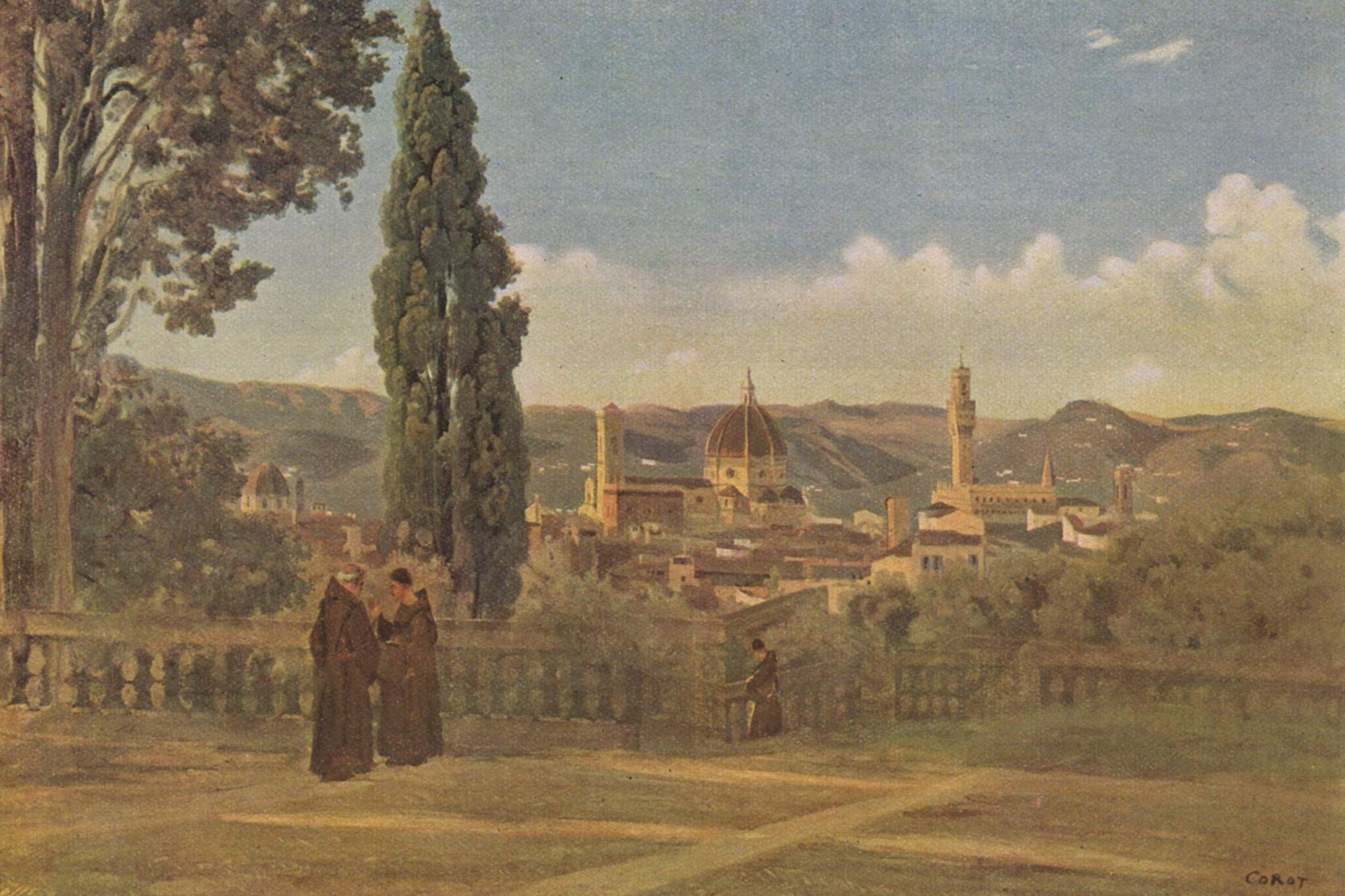
『フィレンツェ、ボーボリ庭園からの眺め』（1834年、ジャン＝バティスト・カミーユ・コロー画）
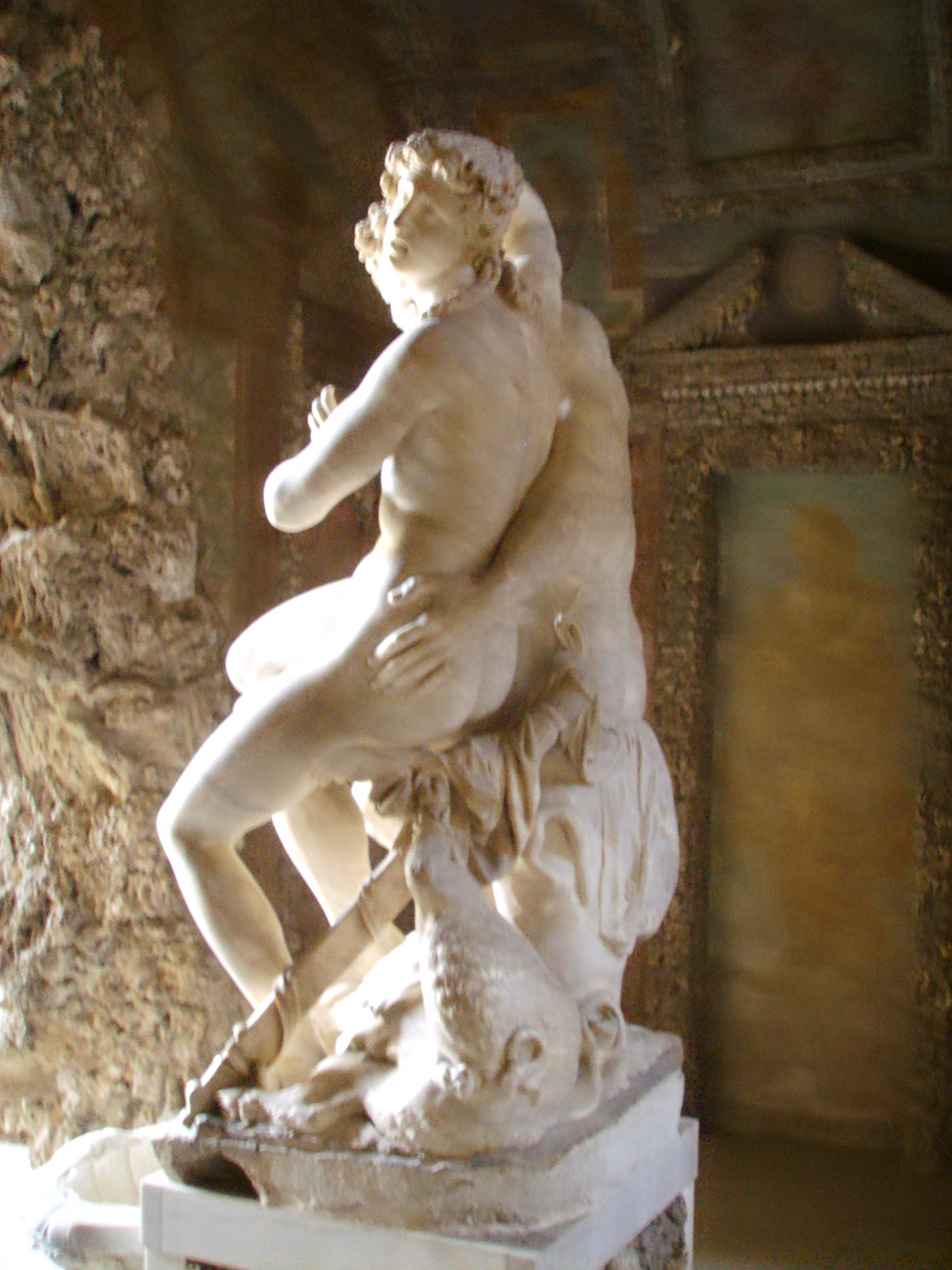
パリスとヘレネー像（ヴィンチェンツォ・デ・ロッシ（フランス語版））
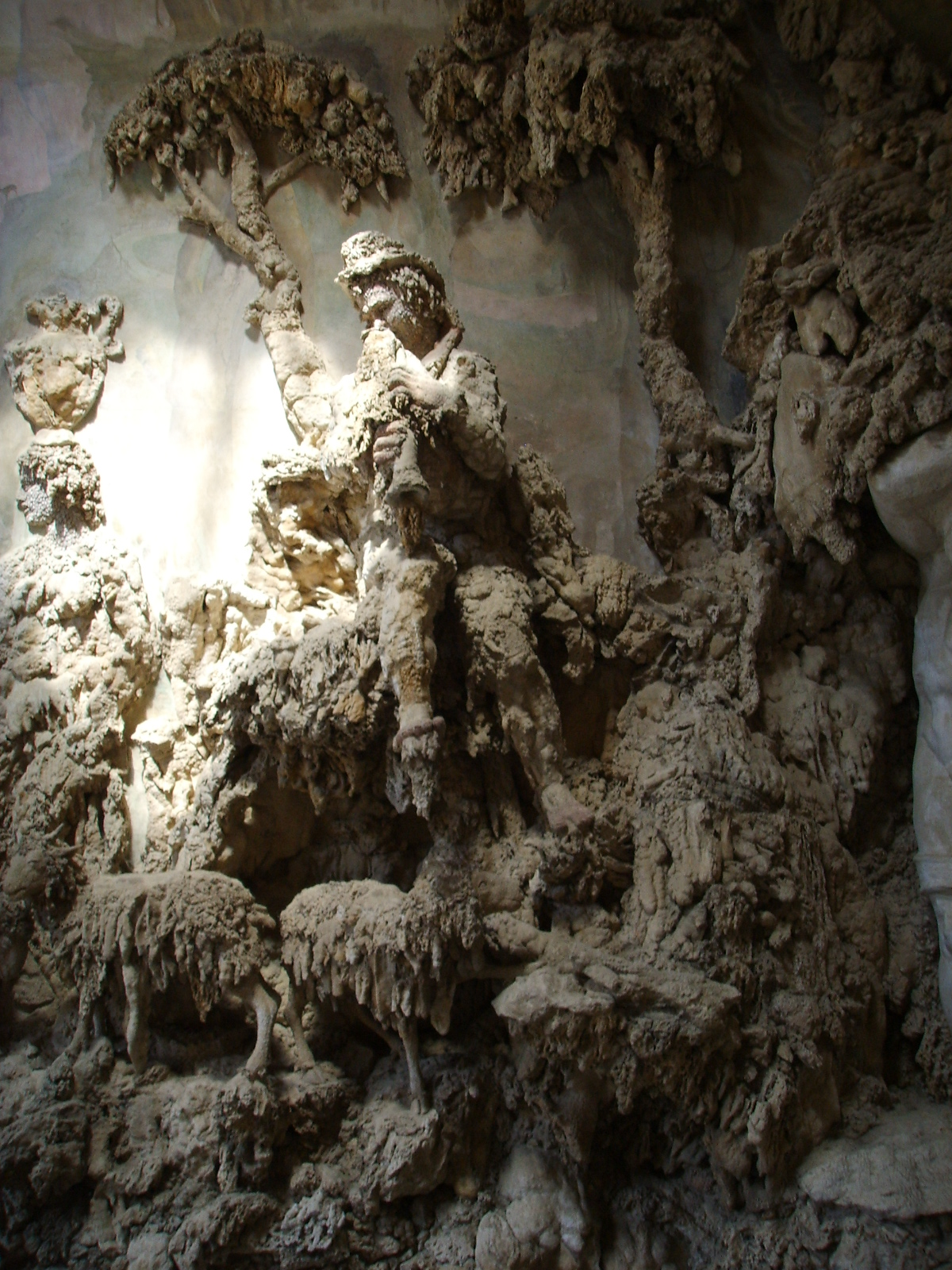
ブオンタレンティによる最初の洞窟
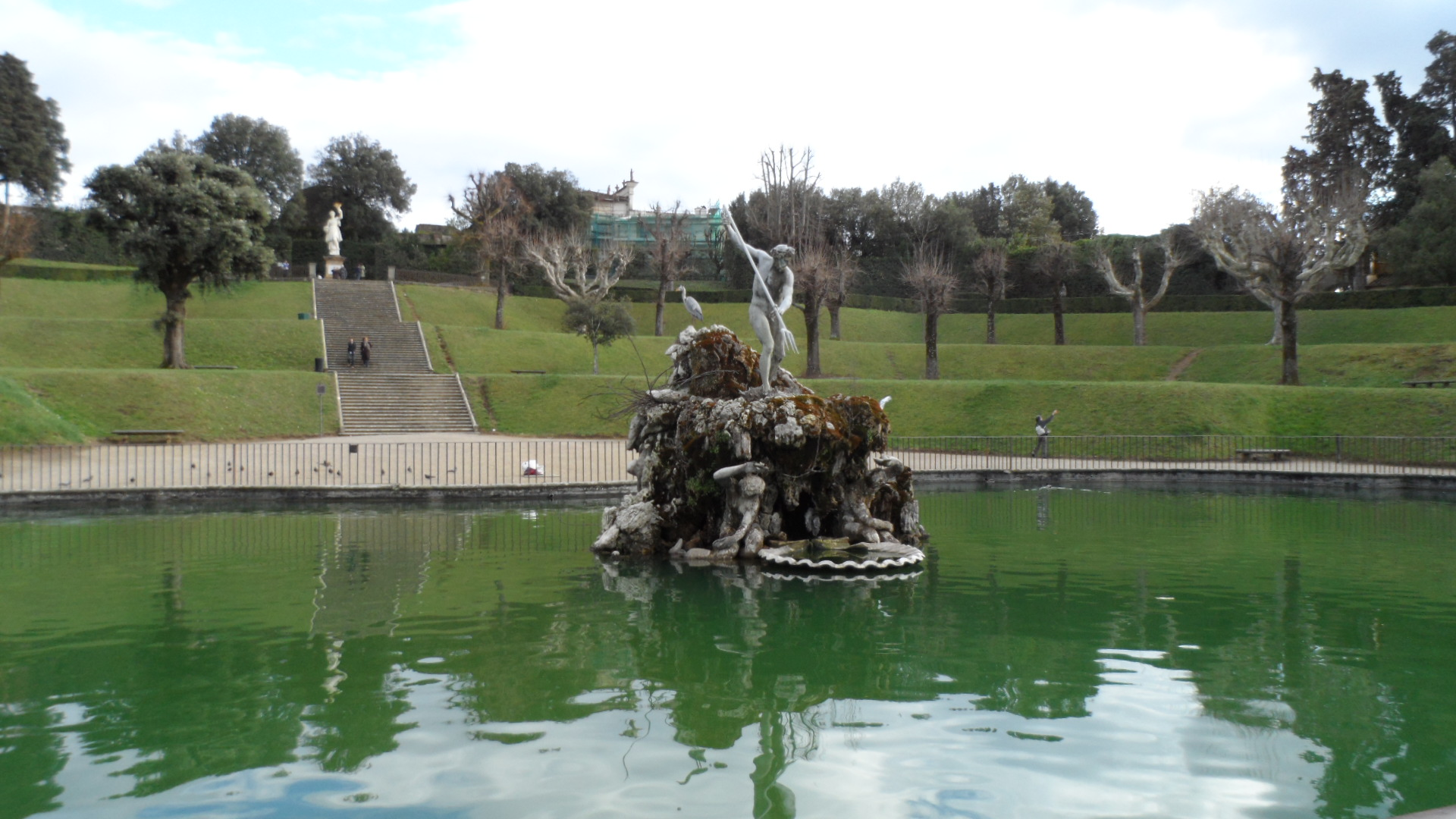
ネプトゥーヌス像の噴水